# Stazione di Kamimachi
La stazione di Kamimachi (上町駅?, Kamimachi-eki) è una stazione ferroviaria di Tokyo che si trova a Setagaya. È servita dalla linea metrotranviaria Setagaya.

## Linee
Tōkyū Corporation
● Linea Tōkyū Setagaya

## Struttura

### Linea Setagaya
La stazione di Kamimachi è in superficie.
Per via della sua posizione su un tratto della ferrovia fortemente curvo e attraversato nel bel mezzo da Viale Shiroyama (城山通り?, Shiroyama-dōri), e a causa della forte densità abitativa della zona che non consente espansioni edilizie, la stazione è ritagliata su spazi minimi e strutturata in maniera estremamente peculiare in due distinti edifici: quello nord, a sinistra del viale, ospita la biglietteria, l'ufficio del capostazione, i vari servizi e una banchina coperta per i viaggiatori diretti a Sangen-jaya, mentre quello sud, a destra del viale, è semplicemente una pensilina d'attesa in direzione Shimo-Takaido. Nel punto in cui la ferrovia incrocia Viale Shiroyama si trova un passaggio a livello, che separa le due parti la stazione. Entrambe le banchine sono dotate di rampa d'accesso per utenti disabili, la banchina sud anche di una scalinata.
| 1 | ● Linea Tōkyū Setagaya | per Sangen-jaya |
| 2 | ● Linea Tōkyū Setagaya | per Shimo-Takaido e, via linea Keiō, Shinjuku; alla stazione di Yamashita è possibile cambiare per la stazione di Gōtokuji e da lì, via linea Odakyū Odawara, proseguire per Shinjuku o per Odawara |

## Stazioni adiacenti
| «              | Servizio       | »              |
| Linea Setagaya | Linea Setagaya | Linea Setagaya |
| -------------- | -------------- | -------------- |
| Setagaya       | -              | Miyanosaka     |